# Papurana moluccana
Espèce
Synonymes
- Rana moluccana Boettger, 1895
- Hylarana moluccana (Boettger, 1895)

Statut de conservation UICN

 LC  : Préoccupation mineure
Papurana moluccana est une espèce d'amphibiens de la famille des Ranidae.

## Répartition
Cette espèce est endémique de l'archipel des Moluques en Indonésie.

## Étymologie
Cette espèce est nommée en référence au lieu de sa découverte, l'archipel des Moluques.

## Publication originale
- Boettger, 1895 : Liste der Reptilien und Batrachier der Insel Halmaheira nach den Sammlungen Prof. Dr W. Kükenthal's. Zoologischer Anzeiger, vol. 18, p. 116-121, 129-138 (texte intégral).